# 목격자: 눈이 없는 아이
《목격자: 눈이 없는 아이》(영어: The Bystander), (중국어: 无眸之杀)는 2018년 개봉된 한국, 중국의 공포 스릴러 영화이다. 대한민국에는 2020년 개봉했다.

## 출연
- 홍수아 - 첸통 역
- 이아남 - 가오지위안 역
- 링옌 - 관징이 역
- 우비 - 진유 역

## 기타
- 수입사: 조이앤시네마